# Ernst Savkovic
Ernst Savkovic (* 23. August 1953 in Heppenheim) – eigentlich August Savkovic – ist ein ehemaliger deutscher Fußballspieler.

## Karriere
Ernst Savkovic durchlief sämtliche Juniorenmannschaften des FC Sportfreunde Heppenheim. Der Defensivspieler wechselte 1970 als A-Jugendlicher zu den Kickers Offenbach und debütierte am 7. November 1971 im Qualifikationsspiel für das UEFA-Juniorenturnier 1972 in Ronneby gegen Schweden in der Jugendnationalmannschaft. Beim 1:1-Remis bildete er zusammen mit Helmut Roleder (Torhüter), Herbert Hein, Charly Körbel und Klaus Bruckmann die Abwehr des von Trainer Herbert Widmayer trainierten DFB-Teams. Er hatte sich in den Spielen um den DFB-Jugend-Länderpokal im Oktober in der Auswahl von Süddeutschland an der Seite von Stefan Groß und Kurt Eigl empfohlen. Am UEFA-Juniorenturnier 1972 in Spanien nahm er aber nicht teil. Nach seinem Wechsel zu den „Zebras“ nach Duisburg wurde er im Finale am 2. Juli 1972 durch einen 2:0-Erfolg gegen den VfB Stuttgart unter Trainer Willibert Kremer deutscher A-Jugend-Meister mit dem MSV Duisburg.
Zur Saison 1972/73 unterschrieb er den ersten Profivertrag beim MSV Duisburg. Gleich am ersten Spieltag wurde das Talent von MSV-Trainer Rudolf Faßnacht am 16. September 1972 bei der 3:4-Niederlage bei Borussia Mönchengladbach in der zweiten Halbzeit in der Bundesliga eingewechselt. Im Jahr 1975 wurde er Militärweltmeister (mit im Team so namhafte Spieler wie: Ronald Worm, Dieter Burdenski, Klaus Toppmöller, Ditmar Jakobs, Charly Körbel). Im Jahr 1974 wechselte er zu Borussia Dortmund, wo er bis 1976 zu 52 Einsätzen kam. 1976 wechselte er zu Tennis Borussia Berlin, für die er zu 42 Einsätzen kam, und 1979 zu Rot-Weiß Oberhausen. Für RWO bestritt er 33 Spiele in der 2. Bundesliga.